# Zalkhan-moskee
Zalkhan-moskee is een voormalige moskee in Jerevan, de hoofdstad van Armenië. In 1928 werd de moskee gesloopt. Tegenwoordig is er slechts één moskee in Jerevan: de Blauwe Moskee en op de plaats van de Zalkhan-moskee staat het gebouw van de Unie van Kunstenaars.